# Einhornia arctica
Einhornia arctica is een mosdiertjessoort uit de familie van de Electridae. De wetenschappelijke naam van de soort is, als Electra arctica, voor het eerst geldig gepubliceerd in 1931 door Borg.